# Filipe Bole
Filipe Nagera Bole, né le 23 août 1936 et mort le 19 juin 2019, est un diplomate puis homme politique fidjien.

## Biographie
Né au village de Mualevu d'une mère issue de l'aristocratie autochtone et d'un père roturier, il grandit sur l'île de Vanua Balavu (en) dans l'archipel de Lau, dans ce qui est alors la colonie britannique des Fidji. Il étudie à l'université Victoria de Wellington et à une école de formation d'enseignants à Auckland, avant de devenir enseignant aux Fidji. La colonie devient indépendante en 1970, et de 1972 à 1980 il travaille dans l'administration de plusieurs ministères.
De 1980 à 1983, il est le représentant permanent des Fidji auprès des Nations unies à New York, et conjointement ambassadeur de son pays auprès des États-Unis. Il entre ensuite en politique et, à la mort du député Jonati Mavoa en 1985, il remporte l'élection partielle pour lui succéder ; il entre à la Chambre des représentants sous les couleurs du parti de l'Alliance. En 1986 le Premier ministre Ratu Sir Kamisese Mara le nomme ministre de l'Éducation. Il perd ce poste lorsque l'Alliance perd les élections de 1987, mais les coups d'État militaires menés cette même année par Sitiveni Rabuka restituent le pouvoir à Ratu Mara. Filipe Bole est le ministre de la Jeunesse et des Sports de 1989 à 1992 dans le gouvernement non-démocratique « par intérim »,,.
Élu à la Chambre des représentants aux élections de 1992, il est le ministre des Affaires étrangères dans le gouvernement de Sitiveni Rabuka de 1992 à 1994. Ne siégeant plus à la Chambre des représentants à l'issue des élections anticipées de 1994, il est nommé membre du Sénat par le Premier ministre. Il est ministre du Tourisme de 1995 à 1996, puis ministre de l'Information de 1997 à 1999 jusqu'à la défaite du gouvernement aux élections de 1999.
Chef de file du Parti politique autochtone (SVT) pour les élections de 2001, il rompt peu après avec le nationalisme ethnique autochtone de ce parti et fonde en 2002 son éphémère propre parti, le Parti démocrate fidjien, qui promeut l'abolition des listes électorales ethniques. Le 7 janvier 2008 il est nommé ministre de l'Éducation, du Patrimoine, de la Culture est des Arts, et de la Jeunesse et des Sports, dans le gouvernement de Frank Bainimarama qui a pris le pouvoir en décembre 2006 pour réformer la vie institutionnelle et politique fidjienne et promouvoir l'unité nationale par-delà les clivages ethniques,,. Il conserve ce poste jusqu'aux élections de 2014, auxquelles il ne se présente pas, mettant un terme à sa carrière politique.
Il meurt en 2019 à son domicile à Suva, à l'âge de 83 ans, « après une longue maladie ». Le Premier ministre Frank Bainimarama, le chef de l'opposition parlementaire et ancien Premier ministre Sitiveni Rabuka, et l'ancien Premier ministre Laisenia Qarase assistent à ses obsèques.